# 基勒陨击坑
基勒陨击坑（Keeler）是火星法厄同区的一座撞击坑，其中心坐标位于南纬61度、西经151.3度处，直径95公里，该特征名称取自美国天文学家詹姆斯·爱德华·基勒（1857年-1900年），1973年被国际天文联合会批准接受。
右上的图像显示了三座相近陨击坑之间的关系，基勒陨击坑位于特朗普勒陨击坑的北面。在它形成后的一次撞击中产生出了特朗普勒陨击坑，并在此过程中摧毁了基勒陨击坑的一部分。

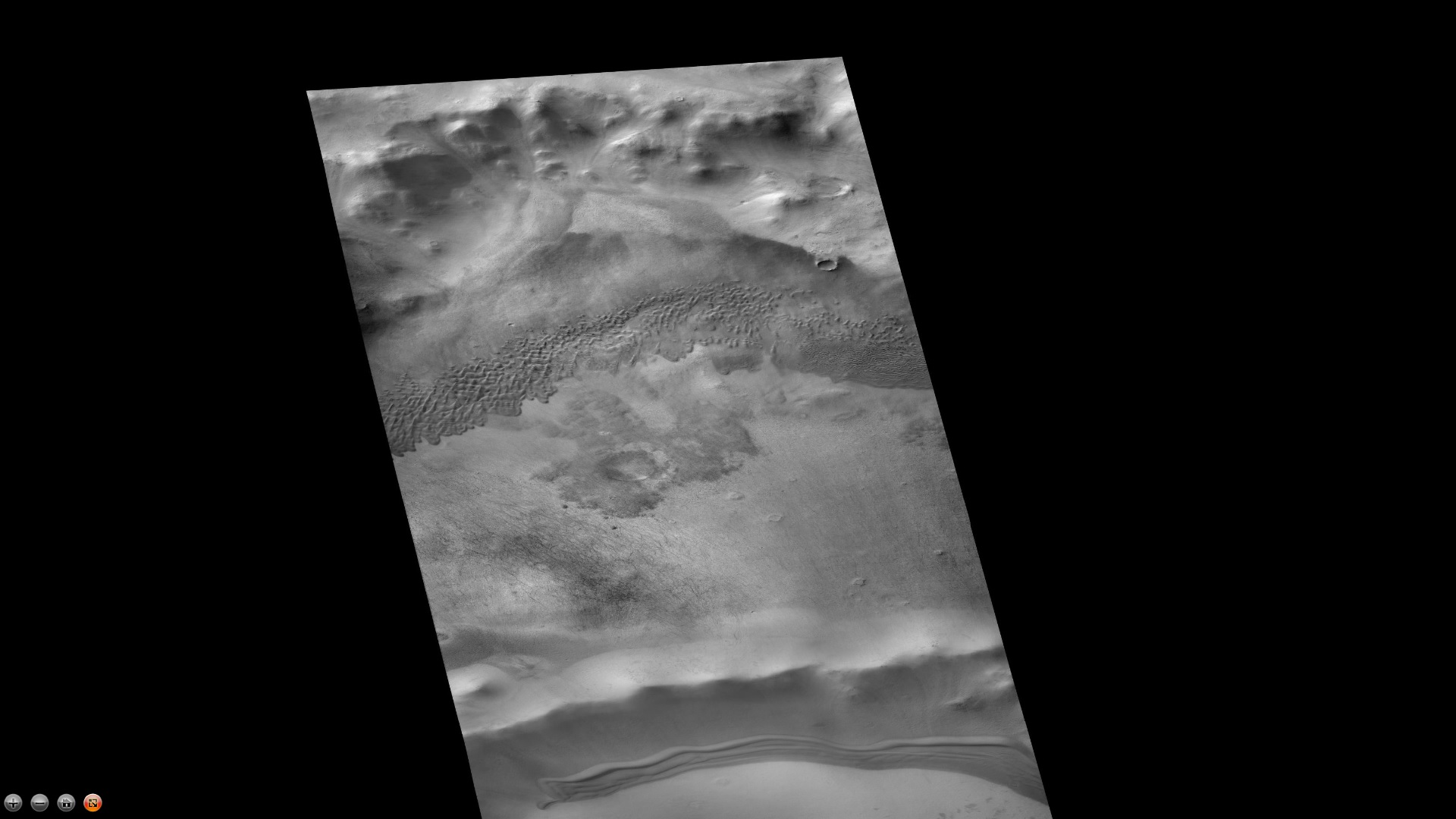
火星勘测轨道飞行器背景相机拍摄的基勒陨击坑。
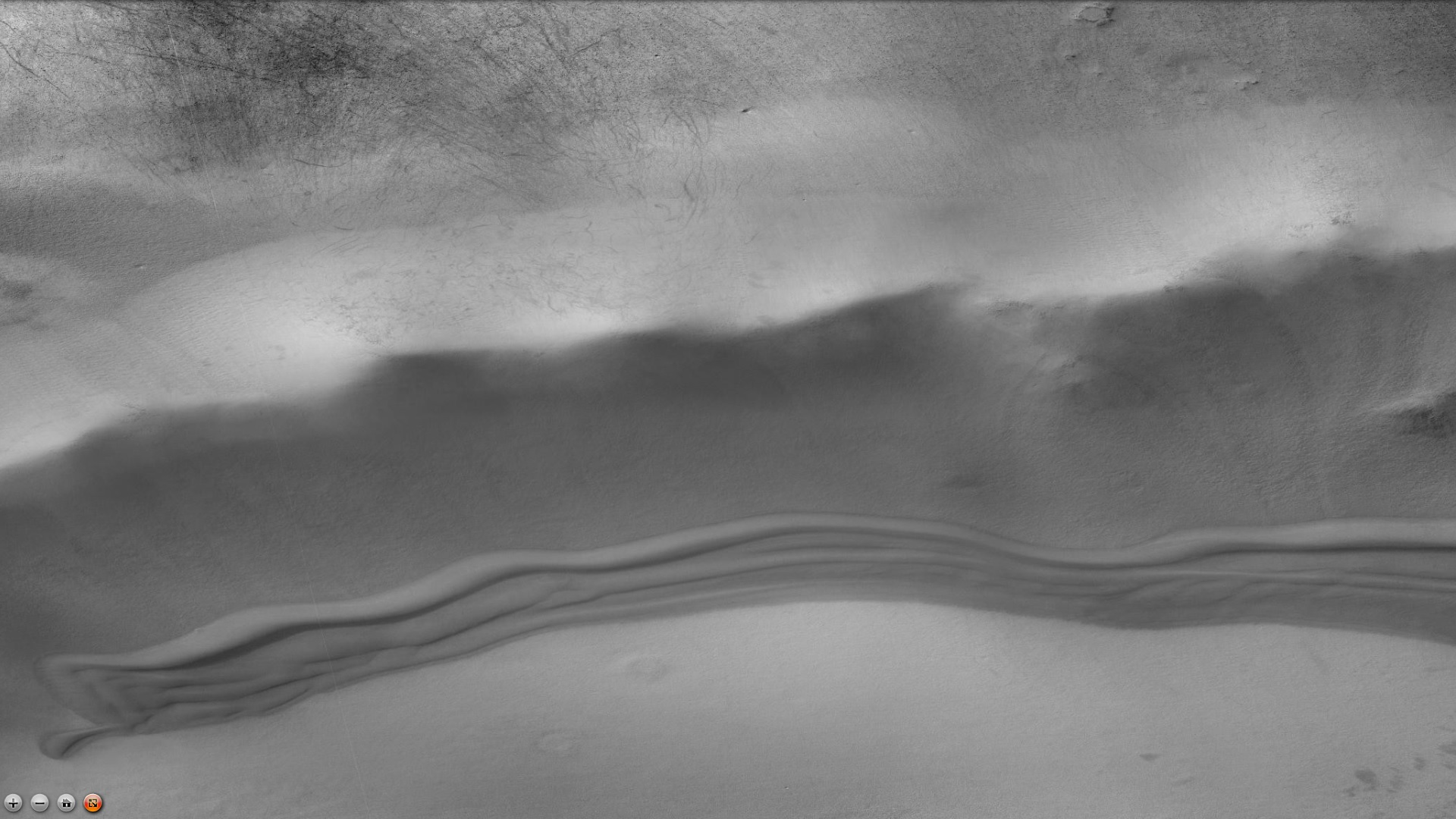
火星勘测轨道飞行器背景相机显示的特朗普勒陨击坑北侧壁（靠近图像顶部）沙丘放大图，顶部的黑色条纹是基勒陨击坑坑底表面的尘暴痕迹。注：这是之前一幅基勒陨击坑图像的放大版。

## 另请查看
- 火星气候
- 沙丘
- 尘暴痕迹
- 火星地质
- 撞击坑
- 撞击事件
- 火星撞击坑
- 火星矿石资源
- 行星体系命名法